# Паздников, Николай Семёнович
Николай Семёнович Паздников (род. 25 мая 1960) — заслуженный мастер спорта СССР (хоккей с мячом), двукратный чемпион мира.

## Биография
Н. С. Паздников с 1977 по 1991 год выступал за хабаровский СКА.
Привлекался в сборную СССР, в составе которой дважды стал чемпионом мира.
В 1991 году уехал в Скандинавию, где проживает до сих пор.

## Достижения
— Серебряный призёр чемпионата СССР — 1982, 1986, 1989 

 — Бронзовый призёр чемпионата СССР — 1979, 1981, 1984, 1985, 1988

 — Обладатель Кубка СССР — 1988 

В списке 22 лучших игроков сезона входил 6 раз −1984, 1985, 1986, 1987, 1988, 1989. 

 — Чемпион мира — 1985, 1989 

 — Серебряный призёр чемпионата мира — 1981

 — Бронзовый призёр чемпионата мира — 1987 